# Billete de quinientos euros
El billete de quinientos euros (500€) es el que tiene el valor más alto de todos los billetes de euro, y ha sido utilizado desde la introducción del euro en el año 2002. Es el más grande en tamaño de los billetes de euro y es de color morado. El euro es la moneda de 25 países: los 20 miembros de la eurozona, 4 microestados europeos mediante acuerdos con la Unión Europea y 1 de manera unilateral (Montenegro). Además, también es utilizado de manera unilateral por Kosovo.
En noviembre de 2014, había aproximadamente 595 millones de billetes de quinientos euros en circulación en los países de la zona euro. El Banco Central Europeo (BCE) controla la circulación y la cantidad de monedas y billetes de euro. Es una tarea del Eurosistema para garantizar un suministro eficiente y sin problemas del euro y para mantener su integridad a toda la zona euro. 
En la segunda serie de billetes de euro (serie Europa), iniciada en 2013, se decidió no incorporar el billete de quinientos euros. Desde el 27 de abril de 2019, el billete ya no es emitido por los bancos centrales de la zona del euro, pero sigue siendo de curso legal y puede utilizarse como medio de pago.
Es el tercer billete en circulación con el valor más alto en el mundo, por detrás del billete de 1000 francos suizos y el de 10 000 dólares de Singapur.

## Historia
El euro fue introducido el 1 de enero de 1999, convirtiéndose de repente en la moneda de más de 300 millones de personas en Europa. Durante sus tres primeros años de existencia, el euro era una moneda virtual porque sólo se utilizaba en contabilidad. Físicamente el euro no fue introducido hasta el 1 de enero de 2002, cuando reemplazó la moneda nacional de cada país que formaba la eurozona de los 12, con precios de cambio de divisa fijados.

### Período de transición
El período de transición durante el cual las monedas y billetes de las monedas nacionales podían ser cambiados por monedas y billetes de euro duró dos meses, del 1 de enero de 2002 hasta el 28 de febrero de 2002. La fecha oficial en la que la moneda nacional dejó de ser legal varió dependiendo de lo que decidiera cada estado miembro. El primer lugar donde la moneda nacional dejó de ser aceptada fue Alemania, que decidió que lo dejara de ser el 31 de diciembre de 2001, aunque el período de cambio de la divisa nacional en oficinas bancarias duró los dos meses estipulados. Una vez que las monedas nacionales dejaron de ser legales, pudieron seguir siendo canjeadas por euros en los bancos centrales de cada país durante un período mínimo de 10 años, periodo que en algunos casos se prolongó indefinidamente (sin límite), como en el caso de Alemania o Austria. Los billetes y monedas de peseta admitidos por el Banco de España concluyeron su periodo de cambio el 30 de junio de 2021 tras un periodo extendido de 6 meses respecto del inicial establecido el último día de 2020 debido a la pandemia de COVID-19.

## Diseño

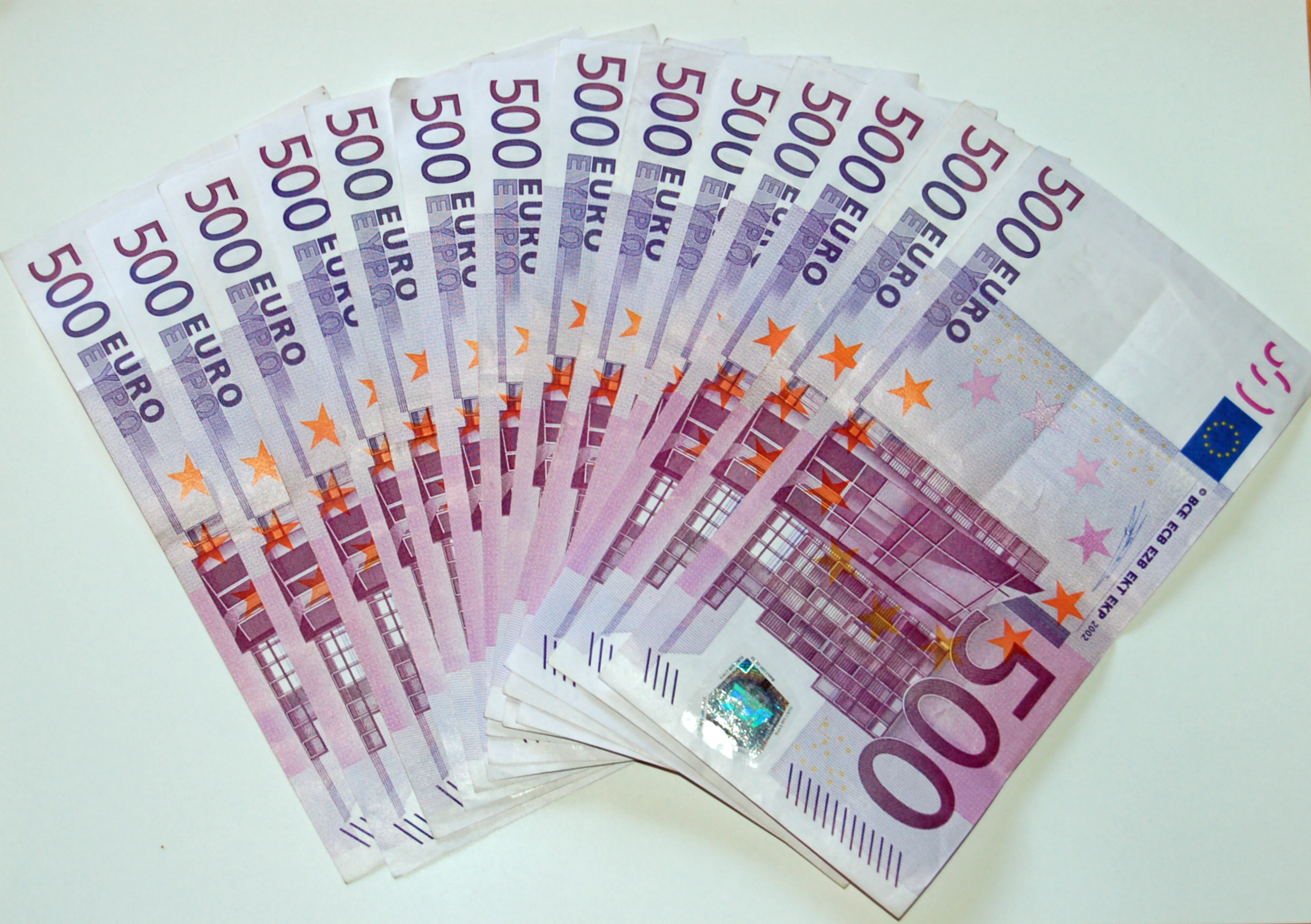
Billetes de 500 euros

Es el más grande de su familia, con unas medidas de 160×82 mm, y utiliza un esquema de color morado.
Todos los billetes muestran puentes y arcos en un estilo arquitectónico europeo diferente; y en el caso del billete de quinientos euros, ese estilo corresponde a la arquitectura moderna (siglo XX). Aunque los diseños originales de Robert Kalina pretendían mostrar monumentos reales, los motivos empleados muestran únicamente monumentos ficticios de cada era arquitectónica, con el fin de evitar polémicas sobre cuáles deberían ser incluidos.
Al igual que todos los billetes de euro, contiene la denominación, la bandera de la UE, la firma del presidente del BCE y las iniciales de dicho banco en diferentes idiomas de la UE, una representación de los territorios de ultramar de la Unión, las estrellas de la bandera de la UE y varios elementos de seguridad.
A partir de abril de 2019, los billetes de quinientos euros todavía continúan en circulación, pero ya no se imprimen y los bancos centrales tienen orden de retirarlos progresivamente.

## Elementos de seguridad

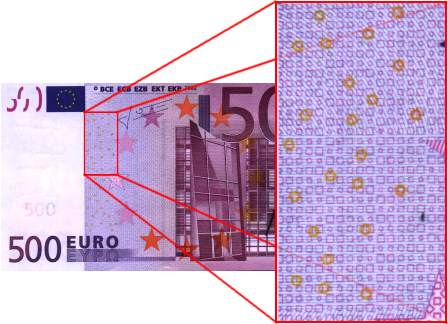
Constelación de EURión en el billete de 500 euros

En la primera serie, los elementos de seguridad eran diferentes según el valor de los billetes: Los billetes de baja denominación (5, 10 y 20 euros) tenían una serie de elementos, y los billetes de alta denominación (50, 100, 200 y 500 euros) tenían unos elementos más elaborados. Los billetes de 500 euros tienen los siguientes elementos de seguridad:
- El papel: El papel del billete está hecho de fibra de algodón puro, lo que le confiere una textura firme, resistente y con carteo, y un tacto ligeramente áspero.
- Impresión en relieve: Se aprecia relieve en el motivo principal, en las letras y en la cifra grande que indica el valor del billete.
- Marca de agua: Al mirar el billete al trasluz, se aprecia el valor del billete y el motivo principal. Además, se puede ver una serie de barras a la derecha de la marca de agua. El número y anchura de estas barras indica el valor del billete. Si se escanean, estas barras se convierten en codificación Manchester.
- Hilo de seguridad: Al mirar el billete al trasluz, el hilo de seguridad aparece como una línea oscura. En ella puede verse la palabra «EURO» y el valor del billete en caracteres blancos de tamaño reducido.
- Motivo de coincidencia: Al mirar el billete al trasluz, las marcas impresas en la esquina superior izquierda del anverso y en la esquina superior derecha del reverso se complementan y forman la cifra que indica el valor del billete.
- Holograma: Al girar el billete, el holograma muestra el valor del billete y una ventana o una puerta.
- Número que cambia de color: Al girar el billete, en el reverso figura el número que cambia de color, de morado a verde oliva o marrón.
- Microtexto: Algunas zonas del billete muestran una serie de caracteres de tamaño reducido que pueden leerse con ayuda de una lupa. Los caracteres no son borrosos, sino nítidos.
- Propiedades bajo una luz ultravioleta: Bajo una luz ultravioleta, el papel del billete no resplandece. Se aprecian fibras de color rojo, azul y verde embebidas en el papel, la bandera de la Unión Europea resplandece en verde y las estrellas adquieren una tonalidad anaranjada. La firma del presidente del BCE se torna verde. Las estrellas grandes y los círculos pequeños situados en el centro resplandecen en color naranja. En el reverso, el mapa, el puente y el valor del billete aparecen en amarillo.
- Propiedades infrarrojas: Bajo una luz infrarroja, solo son visibles el lado derecho del motivo principal y la banda plateada.
- Varios patrones con la Constelación de EURión.
- Marca de agua digital: Igual que la constelación de EURión, una marca de agua digital va incorporada en el diseño de los billetes. Las versiones recientes de varios editores de imágenes, como Adobe Photoshop o Paint Shop Pro, se niegan a trabajar con imágenes de billetes. Este sistema se llama Counterfeit Deterrence System (CDS) y fue desarrollado por el Grupo de Bancos Centrales para la Disuasión de las Falsificaciones.
- Tinta magnética: Algunas zonas del billete están impresas con tinta magnética.
- Un número de serie: Cada billete tiene un número de serie único. El último dígito del número de serie es un dígito de comprobación. La letra es el código de identificación nacional del billete (el Banco Central que encargó la impresión del billete, que no es necesariamente el del país en el que se fabricó).

## Uso del billete en fraude

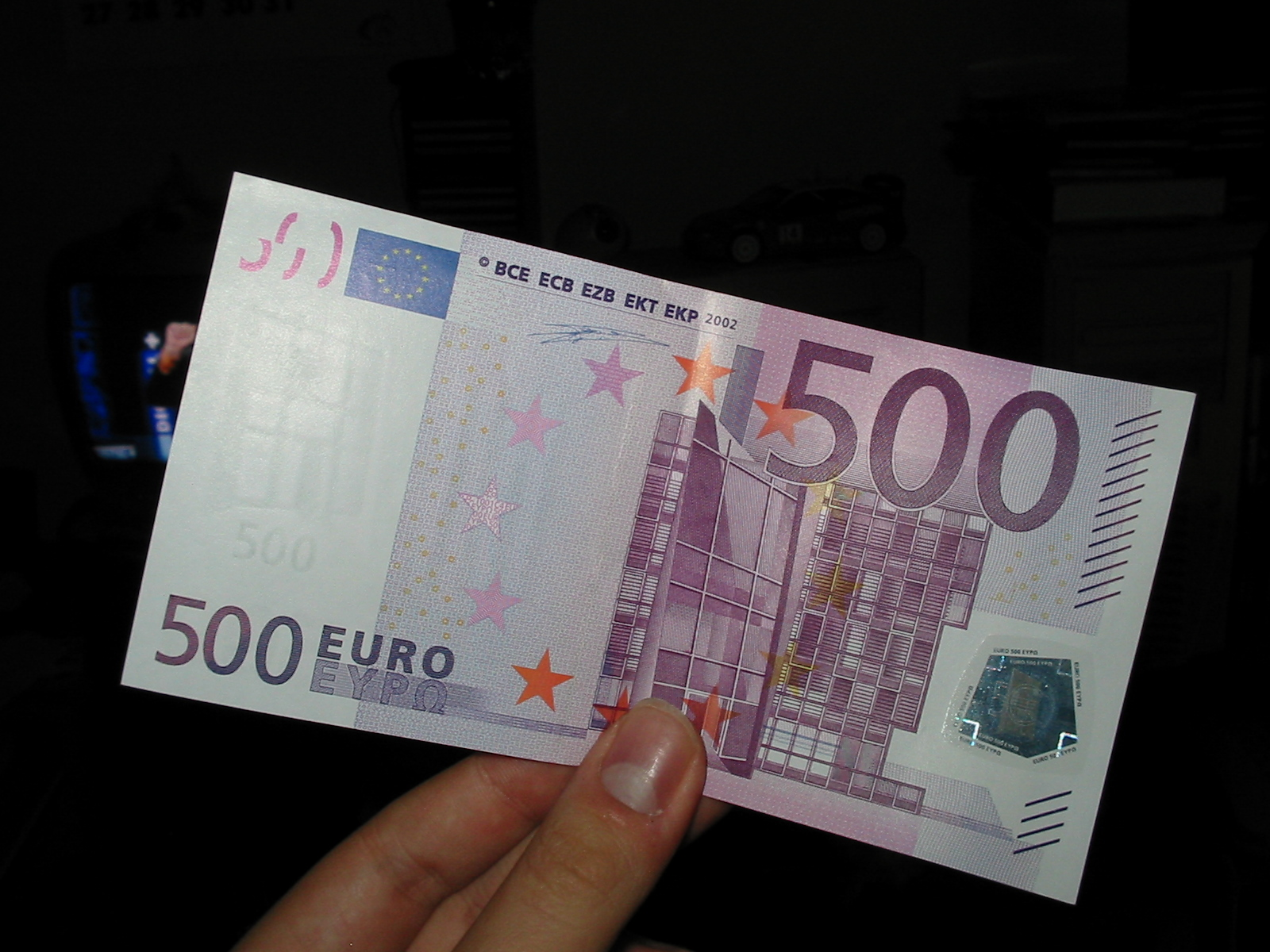
En 2006, uno de cada cuatro billetes de 500 euros se encontraba en España.

El valor de este billete es varias veces mayor que el de la mayor denominación de otras divisas de amplia difusión, como el billete de 100 dólares estadounidenses. Por ello, una gran cantidad de dinero se puede concentrar en un pequeño volumen de billetes. Esto facilita la comisión de delitos en el manejo de dinero, como el blanqueo de dinero, el tráfico de drogas y la evasión de impuestos. Ha habido allanamientos para retirar el billete de 500 euros por este motivo. Sin embargo, algunas de las divisas europeas que fueron sustituidas por el euro disponían de billetes de alto valor y amplia difusión, como los billetes de 10 000 francos belgas, 5000 chelines austriacos, 1000 florines neerlandeses y 1000 marcos alemanes.
Como anécdota, España, aunque inicialmente no estaba autorizada para emitir billetes de 500 euros, llegó a tener para el año 2006 en su territorio un cuarto de todos estos billetes. Sin embargo, dicha proporción descendió rápidamente desde el estallido de la burbuja inmobiliaria. Por otra parte, existen indicios de que a día de hoy la mayor proporción de estos billetes se encuentran fuera de las fronteras de los países que utilizan el euro.
A fecha del 20 de abril de 2010, las oficinas de cambio de divisas del Reino Unido dejaron de vender billetes de 500 euros debido a su amplio uso en el blanqueo de dinero. La Serious Organised Crime Agency declaró que «el 90% de todos los billetes de 500 euros vendidos en el Reino Unido se encontraban en las manos del crimen organizado», como se reveló tras un análisis de ocho meses.
La utilización del billete de 500 euros para actividades delictivas fue la razón que se esgrimió por parte del Banco Central Europeo (BCE) para no incorporar dicho billete a la segunda serie (serie Europa) de billetes de euro y comenzar su retirada.

## Falsificación
Los billetes de euro son difíciles de falsificar gracias al gran número de elementos de seguridad. El billete de quinientos euros es el menos falsificado junto al billete de cinco euros. Durante el primer semestre de 2012, un 0,5% del total de billetes de euros falsificados eran billetes de quinientos. Ya que un usuario que recibe un billete falso no puede recibir ninguna compensación por él, y ante su detección, las entidades bancarias tienen orden de retirarlos inmediatamente, el BCE y los bancos centrales nacionales recomiendan estar alerta y reconocer los billetes falsos bajo el método de tocar-mirar-inclinar.
El BCE también cuenta con un centro de análisis de falsificaciones, que coopera con Europol. El Grupo de Bancos Centrales para la Disuasión de Falsificaciones recrea medidas que impiden la falsificación o la impresión o fotocopia en color de billetes por medios digitales, a fin de evitar la producción de billetes falsos.

## Seguimiento
Hay varias comunidades de personas a nivel europeo que, como afición, realizan un seguimiento de los billetes de euro que pasan por sus manos, y saben por donde han viajado. La herramienta más conocida para seguir billetes es EuroBillTracker. El objetivo es registrar tantos datos como sea posible para conocer detalles sobre su propagación: como desde donde a donde viajan, hacer un seguimiento y generar estadísticas y rankings, como por ejemplo, en qué países hay más billetes. En julio de 2013, EuroBillTracker había registrado más de 120 millones de billetes, con un valor superior a 2105 millones de euros.